# Luxembourg Songs
La Luxembourg Songs è la classifica dei brani musicali più venduti e riprodotti in streaming nel Lussemburgo, lanciata il 15 febbraio 2022 e redatta settimanalmente da Billboard. È apparsa per la prima volta sul sito ufficiale della rivista il 19 settembre 2009 come Luxembourg Digital Songs, rimanendo attiva con tale denominazione fino al 2019.
La classifica, contemplante i dati di riproduzione in streaming e di vendite digitali fornite dalla Luminate Data, raggruppa le venticinque canzoni più popolari a livello nazionale nel paese europeo.

## Singoli al numero uno

### 2022
| Settimana         | Artista                   | Brano                           | Note   |
| ----------------- | ------------------------- | ------------------------------- | ------ |
| 19 febbraio 2022  | Gayle                     | ABCDEFU                         | [ 2 ]  |
| 26 febbraio 2022  | Glass Animals             | Heat Waves                      | [ 3 ]  |
| 5 marzo 2022      | Glass Animals             | Heat Waves                      | [ 4 ]  |
| 12 marzo 2022     | Glass Animals             | Heat Waves                      | [ 5 ]  |
| 19 marzo 2022     | Glass Animals             | Heat Waves                      | [ 6 ]  |
| 26 marzo 2022     | Glass Animals             | Heat Waves                      | [ 7 ]  |
| 2 aprile 2022     | Glass Animals             | Heat Waves                      | [ 8 ]  |
| 9 aprile 2022     | Glass Animals             | Heat Waves                      | [ 9 ]  |
| 16 aprile 2022    | Harry Styles              | As It Was                       | [ 10 ] |
| 23 aprile 2022    | Harry Styles              | As It Was                       | [ 11 ] |
| 30 aprile 2022    | Harry Styles              | As It Was                       | [ 12 ] |
| 7 maggio 2022     | Harry Styles              | As It Was                       | [ 13 ] |
| 14 maggio 2022    | Luciano                   | Beautiful Girl                  | [ 14 ] |
| 21 maggio 2022    | Luciano                   | Beautiful Girl                  | [ 15 ] |
| 28 maggio 2022    | Luciano                   | Beautiful Girl                  | [ 16 ] |
| 4 giugno 2022     | Harry Styles              | As It Was                       | [ 17 ] |
| 11 giugno 2022    | Harry Styles              | As It Was                       | [ 18 ] |
| 18 giugno 2022    | Kate Bush                 | Running Up That Hill            | [ 19 ] |
| 25 giugno 2022    | Kate Bush                 | Running Up That Hill            | [ 20 ] |
| 2 luglio 2022     | Harry Styles              | As It Was                       | [ 21 ] |
| 9 luglio 2022     | Fresh Lapeufra            | Chop                            | [ 22 ] |
| 16 luglio 2022    | Fresh Lapeufra            | Chop                            | [ 23 ] |
| 23 luglio 2022    | Harry Styles              | As It Was                       | [ 24 ] |
| 30 luglio 2022    | DJ Robin e Schurze        | Layla                           | [ 25 ] |
| 6 agosto 2022     | DJ Robin e Schurze        | Layla                           | [ 26 ] |
| 13 agosto 2022    | DJ Robin e Schurze        | Layla                           | [ 27 ] |
| 20 agosto 2022    | Harry Styles              | As It Was                       | [ 28 ] |
| 27 agosto 2022    | Harry Styles              | As It Was                       | [ 29 ] |
| 3 settembre 2022  | Gazo                      | Die                             | [ 30 ] |
| 10 settembre 2022 | Gazo                      | Die                             | [ 31 ] |
| 17 settembre 2022 | Gazo                      | Die                             | [ 32 ] |
| 24 settembre 2022 | Gazo                      | Die                             | [ 33 ] |
| 1º ottobre 2022   | David Guetta e Bebe Rexha | I'm Good (Blue)                 | [ 34 ] |
| 8 ottobre 2022    | Luciano feat. Aitch e Bia | Bamba                           | [ 35 ] |
| 15 ottobre 2022   | Luciano feat. Aitch e Bia | Bamba                           | [ 36 ] |
| 22 ottobre 2022   | David Guetta e Bebe Rexha | I'm Good (Blue)                 | [ 37 ] |
| 29 ottobre 2022   | Sam Smith e Kim Petras    | Unholy                          | [ 38 ] |
| 5 novembre 2022   | Sam Smith e Kim Petras    | Unholy                          | [ 39 ] |
| 12 novembre 2022  | Sam Smith e Kim Petras    | Unholy                          | [ 40 ] |
| 19 novembre 2022  | Sam Smith e Kim Petras    | Unholy                          | [ 41 ] |
| 26 novembre 2022  | Sam Smith e Kim Petras    | Unholy                          | [ 42 ] |
| 3 dicembre 2022   | Sam Smith e Kim Petras    | Unholy                          | [ 43 ] |
| 10 dicembre 2022  | Sam Smith e Kim Petras    | Unholy                          | [ 44 ] |
| 17 dicembre 2022  | Mariah Carey              | All I Want for Christmas Is You | [ 45 ] |
| 24 dicembre 2022  | Mariah Carey              | All I Want for Christmas Is You | [ 46 ] |
| 31 dicembre 2022  | Central Cee               | Let Go                          | [ 47 ] |

### 2023
| Settimana         | Artista                   | Brano                           | Note   |
| ----------------- | ------------------------- | ------------------------------- | ------ |
| 7 gennaio 2023    | Mariah Carey              | All I Want for Christmas Is You | [ 48 ] |
| 14 gennaio 2023   | David Guetta e Bebe Rexha | I'm Good (Blue)                 | [ 49 ] |
| 21 gennaio 2023   | Rema e Selena Gomez       | Calm Down                       | [ 50 ] |
| 28 gennaio 2023   | Miley Cyrus               | Flowers                         | [ 51 ] |
| 4 febbraio 2023   | Miley Cyrus               | Flowers                         | [ 52 ] |
| 11 febbraio 2023  | Miley Cyrus               | Flowers                         | [ 53 ] |
| 18 febbraio 2023  | Miley Cyrus               | Flowers                         | [ 54 ] |
| 25 febbraio 2023  | Miley Cyrus               | Flowers                         | [ 55 ] |
| 4 marzo 2023      | Miley Cyrus               | Flowers                         | [ 56 ] |
| 11 marzo 2023     | Miley Cyrus               | Flowers                         | [ 57 ] |
| 18 marzo 2023     | Miley Cyrus               | Flowers                         | [ 58 ] |
| 25 marzo 2023     | Miley Cyrus               | Flowers                         | [ 59 ] |
| 1º aprile 2023    | Miley Cyrus               | Flowers                         | [ 60 ] |
| 8 aprile 2023     | Miley Cyrus               | Flowers                         | [ 61 ] |
| 15 aprile 2023    | Miley Cyrus               | Flowers                         | [ 62 ] |
| 22 aprile 2023    | Miley Cyrus               | Flowers                         | [ 63 ] |
| 29 aprile 2023    | Miley Cyrus               | Flowers                         | [ 64 ] |
| 6 maggio 2023     | Miley Cyrus               | Flowers                         | [ 65 ] |
| 13 maggio 2023    | Miley Cyrus               | Flowers                         | [ 66 ] |
| 20 maggio 2023    | Miley Cyrus               | Flowers                         | [ 67 ] |
| 27 maggio 2023    | Loreen                    | Tattoo                          | [ 68 ] |
| 3 giugno 2023     | Miley Cyrus               | Flowers                         | [ 69 ] |
| 10 giugno 2023    | Miley Cyrus               | Flowers                         | [ 70 ] |
| 17 giugno 2023    | Dave e Central Cee        | Sprinter                        | [ 71 ] |
| 24 giugno 2023    | Dave e Central Cee        | Sprinter                        | [ 72 ] |
| 1º luglio 2023    | Dave e Central Cee        | Sprinter                        | [ 73 ] |
| 8 luglio 2023     | Dave e Central Cee        | Sprinter                        | [ 74 ] |
| 15 luglio 2023    | Dave e Central Cee        | Sprinter                        | [ 75 ] |
| 22 luglio 2023    | Dave e Central Cee        | Sprinter                        | [ 76 ] |
| 29 luglio 2023    | Dave e Central Cee        | Sprinter                        | [ 77 ] |
| 5 agosto 2023     | Dave e Central Cee        | Sprinter                        | [ 78 ] |
| 12 agosto 2023    | Dave e Central Cee        | Sprinter                        | [ 79 ] |
| 19 agosto 2023    | Dua Lipa                  | Dance the Night                 | [ 80 ] |
| 26 agosto 2023    | Dua Lipa                  | Dance the Night                 | [ 81 ] |
| 2 settembre 2023  | Dua Lipa                  | Dance the Night                 | [ 82 ] |
| 9 settembre 2023  | Doja Cat                  | Paint the Town Red              | [ 83 ] |
| 16 settembre 2023 | Doja Cat                  | Paint the Town Red              | [ 84 ] |
| 23 settembre 2023 | Doja Cat                  | Paint the Town Red              | [ 85 ] |
| 30 settembre 2023 | Doja Cat                  | Paint the Town Red              | [ 86 ] |
| 7 ottobre 2023    | Doja Cat                  | Paint the Town Red              | [ 87 ] |
| 14 ottobre 2023   | Tate McRae                | Greedy                          | [ 88 ] |
| 21 ottobre 2023   | Íñigo Quintero            | Si no estás                     | [ 89 ] |
| 28 ottobre 2023   | Íñigo Quintero            | Si no estás                     | [ 90 ] |
| 4 novembre 2023   | Íñigo Quintero            | Si no estás                     | [ 91 ] |
| 11 novembre 2023  | Íñigo Quintero            | Si no estás                     | [ 92 ] |
| 18 novembre 2023  | Íñigo Quintero            | Si no estás                     | [ 93 ] |
| 25 novembre 2023  | Íñigo Quintero            | Si no estás                     | [ 94 ] |
| 2 dicembre 2023   | Íñigo Quintero            | Si no estás                     | [ 95 ] |
| 9 dicembre 2023   | Íñigo Quintero            | Si no estás                     | [ 96 ] |
| 16 dicembre 2023  | Mariah Carey              | All I Want for Christmas Is You | [ 97 ] |
| 23 dicembre 2023  | Mariah Carey              | All I Want for Christmas Is You | [ 98 ] |
| 30 dicembre 2023  | Mariah Carey              | All I Want for Christmas Is You | [ 99 ] |

### 2024
| Settimana         | Artista                                        | Brano                      | Note    |
| ----------------- | ---------------------------------------------- | -------------------------- | ------- |
| 6 gennaio 2024    | Wham!                                          | Last Christmas             | [ 100 ] |
| 13 gennaio 2024   | Engel Montaz                                   | Cupido                     | [ 101 ] |
| 20 gennaio 2024   | Luciano                                        | Time                       | [ 102 ] |
| 27 gennaio 2024   | Da.Loca and Melo                               | Theme of DJ Stevenyce      | [ 103 ] |
| 3 febbraio 2024   | Íñigo Quintero                                 | Si no estás                | [ 104 ] |
| 10 febbraio 2024  | Íñigo Quintero                                 | Si no estás                | [ 105 ] |
| 17 febbraio 2024  | Shady Blu e 03 Greedo                          | No Use                     | [ 106 ] |
| 24 febbraio 2024  | Teddy Swims                                    | Lose Control               | [ 107 ] |
| 2 marzo 2024      | Raffeal e Teeza Bane                           | Sho gbo                    | [ 108 ] |
| 9 marzo 2024      | Benson Boone                                   | Beautiful Things           | [ 109 ] |
| 16 marzo 2024     | Benson Boone                                   | Beautiful Things           | [ 110 ] |
| 23 marzo 2024     | Benson Boone                                   | Beautiful Things           | [ 111 ] |
| 30 marzo 2024     | Benson Boone                                   | Beautiful Things           | [ 112 ] |
| 6 aprile 2024     | Benson Boone                                   | Beautiful Things           | [ 113 ] |
| 13 aprile 2024    | Benson Boone                                   | Beautiful Things           | [ 114 ] |
| 20 aprile 2024    | Benson Boone                                   | Beautiful Things           | [ 115 ] |
| 27 aprile 2024    | Artemas                                        | I Like the Way You Kiss Me | [ 116 ] |
| 4 maggio 2024     | FloyyMenor e Cris MJ                           | Gata only                  | [ 117 ] |
| 11 maggio 2024    | FloyyMenor e Cris MJ                           | Gata only                  | [ 118 ] |
| 18 maggio 2024    | FloyyMenor e Cris MJ                           | Gata only                  | [ 119 ] |
| 25 maggio 2024    | Slimane                                        | Mon amour                  | [ 120 ] |
| 1º giugno 2024    | Slimane                                        | Mon amour                  | [ 121 ] |
| 8 giugno 2024     | R3load                                         | Let Me Tell You            | [ 122 ] |
| 15 giugno 2024    | Eminem                                         | Houdini                    | [ 123 ] |
| 22 giugno 2024    | FloyyMenor e Cris MJ                           | Gata only                  | [ 124 ] |
| 29 giugno 2024    | FloyyMenor e Cris MJ                           | Gata only                  | [ 125 ] |
| 6 luglio 2024     | FloyyMenor e Cris MJ                           | Gata only                  | [ 126 ] |
| 13 luglio 2024    | FloyyMenor e Cris MJ                           | Gata only                  | [ 127 ] |
| 20 luglio 2024    | FloyyMenor e Cris MJ                           | Gata only                  | [ 128 ] |
| 27 luglio 2024    | FloyyMenor e Cris MJ                           | Gata only                  | [ 129 ] |
| 3 agosto 2024     | FloyyMenor e Cris MJ                           | Gata only                  | [ 130 ] |
| 10 agosto 2024    | Adam Port, Stryv, Keinemusik, Orso e Malachiii | Move                       | [ 131 ] |
| 17 agosto 2024    | Adam Port, Stryv, Keinemusik, Orso e Malachiii | Move                       | [ 132 ] |
| 24 agosto 2024    | Adam Port, Stryv, Keinemusik, Orso e Malachiii | Move                       | [ 133 ] |
| 31 agosto 2024    | Adam Port, Stryv, Keinemusik, Orso e Malachiii | Move                       | [ 134 ] |
| 7 settembre 2024  | Adam Port, Stryv, Keinemusik, Orso e Malachiii | Move                       | [ 135 ] |
| 14 settembre 2024 | Adam Port, Stryv, Keinemusik, Orso e Malachiii | Move                       | [ 136 ] |
| 21 settembre 2024 | Linkin Park                                    | The Emptiness Machine      | [ 137 ] |
| 28 settembre 2024 | Linkin Park                                    | The Emptiness Machine      | [ 138 ] |
| 5 ottobre 2024    | Linkin Park                                    | The Emptiness Machine      | [ 139 ] |
| 12 ottobre 2024   | Linkin Park                                    | The Emptiness Machine      | [ 140 ] |
| 19 ottobre 2024   | Lady Gaga e Bruno Mars                         | Die with a Smile           | [ 141 ] |
| 26 ottobre 2024   | Lady Gaga e Bruno Mars                         | Die with a Smile           | [ 142 ] |
| 2 novembre 2024   | Rubby                                          | Sou Baiana                 | [ 143 ] |
| 9 novembre 2024   | Rubby                                          | Sou Baiana                 | [ 144 ] |
| 16 novembre 2024  | Rubby                                          | Sou Baiana                 | [ 145 ] |
| 23 novembre 2024  | Lady Gaga e Bruno Mars                         | Die with a Smile           | [ 146 ] |
| 30 novembre 2024  | Linkin Park                                    | The Emptiness Machine      | [ 147 ] |
| 7 dicembre 2024   | Rosé e Bruno Mars                              | Apt.                       | [ 148 ] |
| 14 dicembre 2024  | Gazo                                           | Nanani nanana              | [ 149 ] |
| 21 dicembre 2024  | Wham!                                          | Last Christmas             | [ 150 ] |
| 28 dicembre 2024  | Wham!                                          | Last Christmas             | [ 151 ] |

### 2025
| Settimana        | Artista           | Brano          | Note    |
| ---------------- | ----------------- | -------------- | ------- |
| 4 gennaio 2025   | Wham!             | Last Christmas | [ 152 ] |
| 11 gennaio 2025  | Rosé e Bruno Mars | Apt.           | [ 153 ] |
| 18 gennaio 2025  | Rosé e Bruno Mars | Apt.           | [ 154 ] |
| 25 gennaio 2025  | Bad Bunny         | DTMF           | [ 155 ] |
| 1º febbraio 2025 | Bad Bunny         | DTMF           | [ 156 ] |
| 8 febbraio 2025  | Bad Bunny         | DTMF           | [ 157 ] |
| 15 febbraio 2025 | Rosé e Bruno Mars | Apt.           | [ 158 ] |
| 22 febbraio 2025 | Rosé e Bruno Mars | Apt.           | [ 159 ] |
| 1º marzo 2025    | Rosé e Bruno Mars | Apt.           | [ 160 ] |
| 8 marzo 2025     | Rosé e Bruno Mars | Apt.           | [ 161 ] |
| 15 marzo 2025    | Rosé e Bruno Mars | Apt.           | [ 162 ] |
| 22 marzo 2025    | Rosé e Bruno Mars | Apt.           | [ 163 ] |
| 29 marzo 2025    | Rosé e Bruno Mars | Apt.           | [ 164 ] |
| 5 aprile 2025    | Rosé e Bruno Mars | Apt.           | [ 165 ] |
| 12 aprile 2025   | Rosé e Bruno Mars | Apt.           | [ 166 ] |
| 19 aprile 2025   | Alex Warren       | Ordinary       | [ 167 ] |
| 26 aprile 2025   | Alex Warren       | Ordinary       | [ 168 ] |
| 3 maggio 2025    | Alex Warren       | Ordinary       | [ 169 ] |
| 10 maggio 2025   | Alex Warren       | Ordinary       | [ 170 ] |
| 17 maggio 2025   | Alex Warren       | Ordinary       | [ 171 ] |
| 24 maggio 2025   | Alex Warren       | Ordinary       | [ 172 ] |
| 31 maggio 2025   | Alex Warren       | Ordinary       | [ 173 ] |
| 7 giugno 2025    | Alex Warren       | Ordinary       | [ 174 ] |
| 14 giugno 2025   | Alex Warren       | Ordinary       | [ 175 ] |
| 21 giugno 2025   | Alex Warren       | Ordinary       | [ 176 ] |
| 28 giugno 2025   | Alex Warren       | Ordinary       | [ 177 ] |
| 5 luglio 2025    | Alex Warren       | Ordinary       | [ 178 ] |
| 12 luglio 2025   | Alex Warren       | Ordinary       | [ 179 ] |
| 19 luglio 2025   | Alex Warren       | Ordinary       | [ 180 ] |
| 26 luglio 2025   | Alex Warren       | Ordinary       | [ 181 ] |
| 2 agosto 2025    | Alex Warren       | Ordinary       | [ 182 ] |
| 9 agosto 2025    | Alex Warren       | Ordinary       | [ 183 ] |
| 16 agosto 2025   | Alex Warren       | Ordinary       | [ 184 ] |
| 23 agosto 2025   | Alex Warren       | Ordinary       | [ 185 ] |